# Christine Horne
Christine Horne (Aurora, 14 dicembre 1981) è un'attrice canadese.
Ha ricevuto il suo BFA in Teatro alla York University nel 2004 e da allora è diventata una attrice teatrale affermata a Toronto.

## Filmografia

### Cinema
- The Stone Angel, regia di Kari Skogland (2007)
- Margarita,regia di Dominique Cardona e Laurie Colbert (2012)
- The Captive - Scomparsa, regia di Atom Egoyan (2014)
- Hyena Road regia di Paul Gross (2015)
- Codice 999, regia di John Hillcoat (2016)
- Our House, regia di Anthony Scott Burns (2018)
- The Go-Getters, regia di Jeremy LaLonde (2018)
- Triple Frontier, regia di J. C. Chandor (2019)
- Stuber - Autista d'assalto, regia di Michael Dowse (2019)
- Tornare a vincere, regia di  Gavin O'Connor (2020)

### Televisione
- Missing – serie TV, episodio 3x18 (2006)
- The Dresden Files – serie TV, 2 episodi (2007)
- Flashpoint  – serie TV, episodio 2x14 (2009)
- King – serie TV, episodio 1x03 (2011)
- Rookie Blue – serie TV, episodio 2x04 (2011)
- Lost Girl – serie TV, 6 episodi (2013-2014)
- I misteri di Murdoch – serie TV, 4 episodi (2015-2021)
- Killjoys – serie TV, episodio 1x05 (2015)
- Saving Hope – serie TV, episodio 4x02 (2015)
- Dark Matter – serie TV, episodio 2x13 (2016)
- Degrassi: Next Class – serie TV, episodio 4x03  (2017)
- Frankie Drake Mysteries – serie TV, episodio 3x01(2019)
- Riviera – serie TV, 4 episodi (2019-2020)
- Malory Towers – serie TV, 6 episodi (2020)
- Hudson & Rex – serie TV, episodio 3x11 (2021)
- Compagni di viaggio – miniserie TV (2023)

### Cortometraggi
- The Loe Box, regia di Christopher Cordell (2007)
- Happy Pills, regia di Tanya Lemke (2010)
- The Reception, regia di Philip Riccio (2010)
- Rung, regia di Chris Hanratty (2011)
- Entangled, regia di Tony Elliott (2014)
- Pigs, regia di Chala Hunter (2020)